# Театр (журнал)
«Театр» — советский и российский журнал драматургии, театра и театральной критики.

## История
Организован в 1937 году взамен журнала «Театр и драматургия». Не издавался с июня 1941-го по август 1945 года, а также в 1995, 1998—1999, 2009—2010 годах. В советское время выходил ежемесячно, с 1990-х нерегулярно (в 1996 и 1997 годах вышло по одному номеру). Возрождённый осенью 2010 года журнал редакция обещает издавать 1 раз в 2 месяца.
В 1945—1953 годах — орган Комитета по делам искусств при СНК СССР, в 1954—1990 годах — орган СП СССР и Министерства культуры СССР. После 1990 года основным издателем был Союз театральных деятелей.
1 февраля 2021 год Тверским районным судом по инициативе Роскомнадзора регистрация журнала «Театр» признана недействительной. 23 марта 2021 года действие журнала прекращено (Роскомнадзор РФ).

## Главные редакторы
- 1937 — март 1941 — Иоганн Альтман
- апрель—май 1941 — Борис Мочалин
- 1946—1948 — Юрий Калашников
- 1949—1950 — Александр Солодовников
- 1951—1959 — Николай Погодин (оставался членом редколлегии до конца жизни)
- 1960—1964 — Владимир Пименов
- 1965—1969 — Юрий Рыбаков
- 1969—1972 — Виктор Лаврентьев
- 1972—1982 — Афанасий Салынский
- 1982—1987 — Генрих Боровик
- 1987—1992 — Афанасий Салынский
- 1992—1997 — Юлий Шуб
- 2000—2008 — Валерий Семеновский
- 2008—2010 — Борис Любимов
- 2010— н. в. — Марина Давыдова